# バニリンデヒドロゲナーゼ
バニリンデヒドロゲナーゼ（vanillin dehydrogenase）は、2,4-ジクロロ安息香酸分解酵素の一つで、次の化学反応を触媒する酸化還元酵素である。 
反応式の通り、この酵素の基質はバニリンとNAD+と水、生成物はバニリン酸とNADHとH+である。
組織名はvanillin:NAD+ oxidoreductaseである。